# Vincetoxicum tenue
Vincetoxicum tenue là một loài thực vật có hoa trong họ La bố ma. Loài này được (Blume) Kuntze miêu tả khoa học đầu tiên năm 1891.